# 亞特火山
right|thumb
41°45′17″S 72°23′47″W / 41.75472°S 72.39639°W
亞特火山（西班牙語：Volcán Yates），是智利的火山，位於該國南部湖大區的蘭奇胡亞省，處於奧爾諾皮倫火山東北面10公里，屬於安第斯山脈的一部分，海拔高度2,187米。